# 杨金亭
杨金亭（1931年—），笔名鲁杨、若萍，男，山东宁津人，中国编辑家，曾任中华诗词学会副会长。